# Imeria seyrigi
Imeria seyrigi är en stekelart som först beskrevs av Heinrich 1938.  Imeria seyrigi ingår i släktet Imeria och familjen brokparasitsteklar. Inga underarter finns listade i Catalogue of Life.